# Hylophilus aurantiifrons
Hylophilus aurantiifrons е вид птица от семейство Vireonidae.

## Разпространение
Видът е разпространен във Венецуела, Колумбия, Панама и Тринидад и Тобаго.